# Hemsjösjön
Hemsjösjön är en sjö i Örnsköldsviks kommun i Ångermanland och ingår i Moälvens huvudavrinningsområde. Sjön har en area på 0,414 kvadratkilometer och ligger 176,2 meter över havet. Sjön avvattnas av vattendraget Hädanbergsån.

## Delavrinningsområde
Hemsjösjön ingår i det delavrinningsområde (705497-161031) som SMHI kallar för Ovan Rödtjärnsbäcken. Medelhöjden är 232 meter över havet och ytan är 15,87 kvadratkilometer. Räknas de 7 avrinningsområdena uppströms in blir den ackumulerade arean 68,12 kvadratkilometer. Hädanbergsån som avvattnar avrinningsområdet har biflödesordning 3, vilket innebär att vattnet flödar genom totalt 3 vattendrag innan det når havet efter 58 kilometer. Avrinningsområdet består mestadels av skog (71 procent). Avrinningsområdet har 0,41 kvadratkilometer vattenytor vilket ger det en sjöprocent på 2,6 procent.